# Dolph Ziggler & Robert Roode
Dolph Ziggler & Robert Roode, a veces denominados como The Dirty Dawgs, fue un equipo de lucha libre profesional de la empresa WWE. Ziggler & Roode lograron ser campeones en parejas de Raw y campeones en parejas de SmackDown.

## Historia
Después de ser emparejados al azar en el episodio del 26 de agosto de 2019 de Raw, Dolph Ziggler se asoció con Robert Roode para ganar un combate por equipos y obtener una oportunidad por el Campeonato de Parejas de Raw en Clash of Champions. En el evento, Ziggler y Roode ganaron los títulos tras derrotar a Seth Rollins y Braun Strowman. Sin embargo en el episodio del 14 de octubre de Raw, perdieron los títulos ante The Viking Raiders (Erik e Ivar), poniendo fin a su reinado a los 29 días. Más adelante, fueron reclutados para la marca SmackDown como parte del Draft.
En Survivor Series, Ziggler y Roode ganaron un Interbrand Tag Team Battle Royal de 10 equipos. En las siguientes semanas, se alinearon con King Corbin durante su feudo contra Roman Reigns. El 26 de enero de 2020, en el Royal Rumble, Roode ingresó a la batalla real de 30 hombres en el número 4 y Ziggler en el número 19, pero fueron eliminados por Brock Lesnar y Reigns, respectivamente. En Elimination Chamber, Ziggler y Roode compitieron en la lucha homónima por el Campeonato de Parejas de SmackDown, donde los campeones John Morrison & The Miz retuvieron. En el episodio del 22 de junio, se anunció que el dúo fue cambiado a la marca Raw por AJ Styles. Esa noche, Ziggler lanzó un desafío al Campeón de la WWE Drew McIntyre, que este aceptó para The Horror Show at Extreme Rules. En el evento del 19 de julio, Ziggler no pudo ganar el título.
Como parte del Draft 2020 en octubre, tanto Ziggler como Roode fueron reclutados nuevamente para la marca SmackDown. En el episodio del 8 de enero de 2021, Ziggler y Roode derrotaron a The Street Profits (Angelo Dawkins & Montez Ford para ganar el Campeonato de Parejas de SmackDown. El 9 de abril en el especial de WrestleMania SmackDown, derrotaron a Alpha Academy (Chad Gable & Otis), The Mysterio (Rey & Dominik Mysterio) y The Street Profits en un Fatal 4-Way match para retener los títulos. En el episodio del 16 de abril de Smackdown, Ziggler y Roode tendrían otra exitosa defensa del título al derrotar a The Street Profits. No obstante, perdieron los títulos ante Rey & Dominik en WrestleMania Backlash, terminando su reinado a los 128 días. Como parte del Draft 2021, los oficialmente denominados como The Dirty Dawgs fueron reclutados para la marca Raw.
El 29 de enero de 2022 en Royal Rumble, The Dirty Dawgs participaron en el Royal Rumble match, donde Roode ingresó como el #4 y Ziggler en el #16; ambos fueron eliminados por AJ Styles y Rey Mysterio, respectivamente. En el episodio del 22 de febrero de NXT, durante un combate entre Ziggler y Tommaso Ciampa, Roode interfirió en el combate disfrazado de camarógrafo para ayudar a su compañero a obtener la victoria. En el episodio del 1 de marzo, The Dirty Dawgs fueron derrotados por Ciampa y su compañero de equipo, el Campeón de NXT Bron Breakker. La semana siguiente, en NXT Roadblock, Ziggler venció derrotó a Ciampa y Breakker para ganar su primer Campeonato de NXT, el cual mantuvo por 28 días hasta perderlo ante Breakker en NXT Stand & Deliver. Después de una larga ausencia desde que Ziggler perdiese, el dúo se reunió en el episodio del 6 de junio de Raw durante un segmento de entrevista. Sin embargo, MVP y Omos aparecieron para insultarlos, a lo que Ziggler respondió con una superkick a MVP, lo que llevó a Omos a perseguirle a ambos fuera de la arena.
En el episodio del 11 de julio de Raw, Ziggler regresó sin Roode, comenzando su competencia individual. En septiembre, se informó que Roode se sometió a un procedimiento y estaría fuera de acción, disolviendo silenciosamente el equipo.

## Campeonatos y logros
- WWE
  - NXT Championship (1 vez) - Ziggler
  - Raw Tag Team Championship (1 vez)
  - SmackDown Tag Team Championship (1 vez)